# Isla Jambongan
Isla Jambongan (en malayo: Pulau Jambongan) es una isla que se encuentra en la costa norte del estado de Sabah en Malasia. Es una de las islas más grandes de Sabah situada en Teluk Paitan (Bahía de Paitan) en la División de Sandakan. La ciudad de Jambongan está situada en el sureste de la isla. El punto más alto de la isla es Buli Gantungan, a una altitud de 156 metros.